# Wagimo signata
Wagimo signata är en fjärilsart som beskrevs av Butler 1881. Wagimo signata ingår i släktet Wagimo och familjen juvelvingar. Inga underarter finns listade i Catalogue of Life.

## Bildgalleri

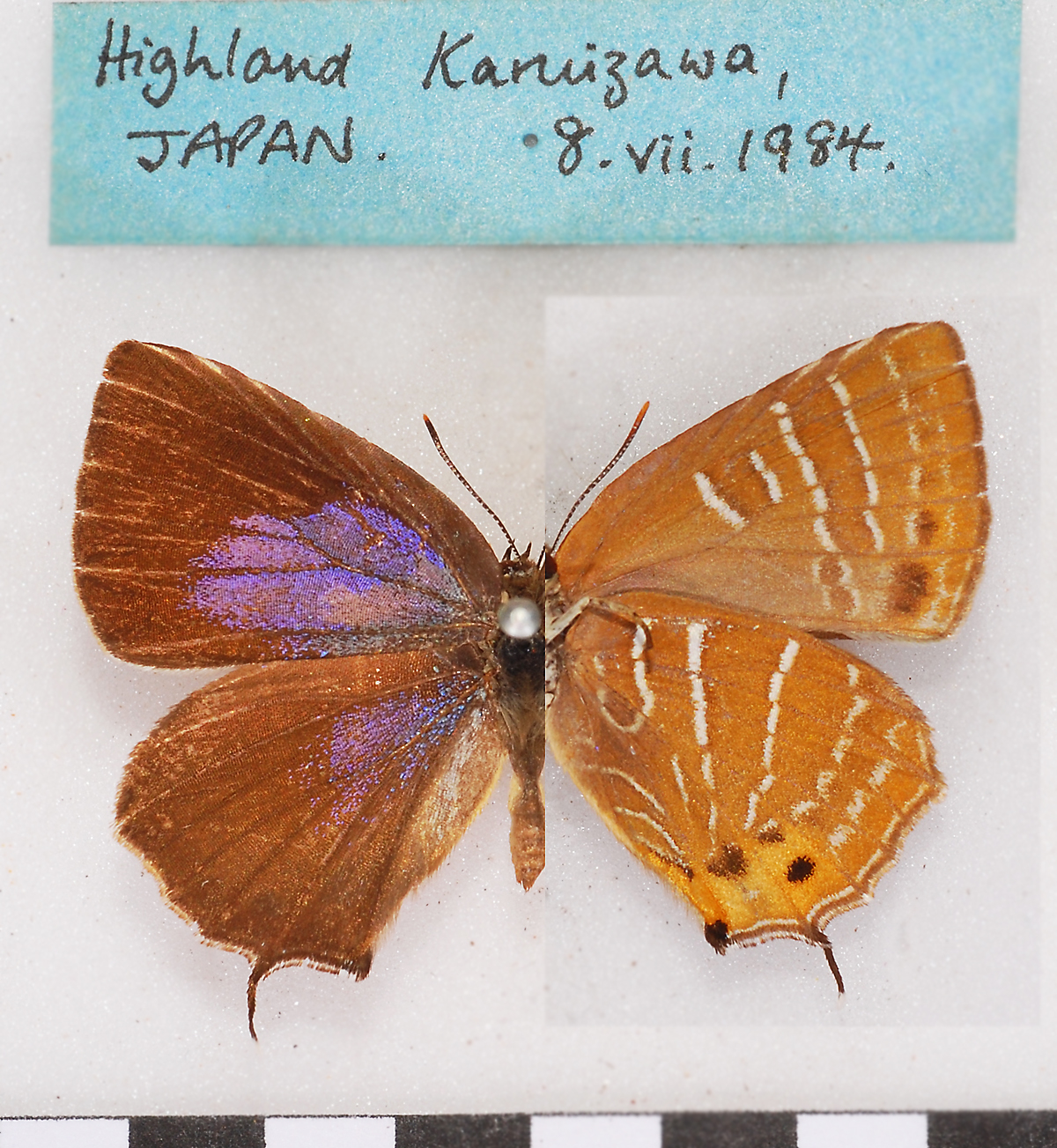